# Giacomo di Grassi

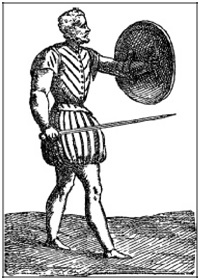
«Las razones del uso victorioso de armas para ataque y defensa» Giacomo di Grassi

Giacomo di Grassi - maestro veneciano de la esgrima, que escribió un tratado sobre la esgrima «Causas del uso victorioso de armas para ataque y defensa» («Ragione di adoprar sicuramente l’Arme, si da offesa come da difesa») en 1570.
El texto del tratado fue traducido al inglés y publicado en 1594, titulado «Di Grassi, His True Arte of Defence». La traducción del tratado Giacomo de Grassi fue una de las tres obras más famosas de Inglaterra durante los tiempos de la era isabelina.

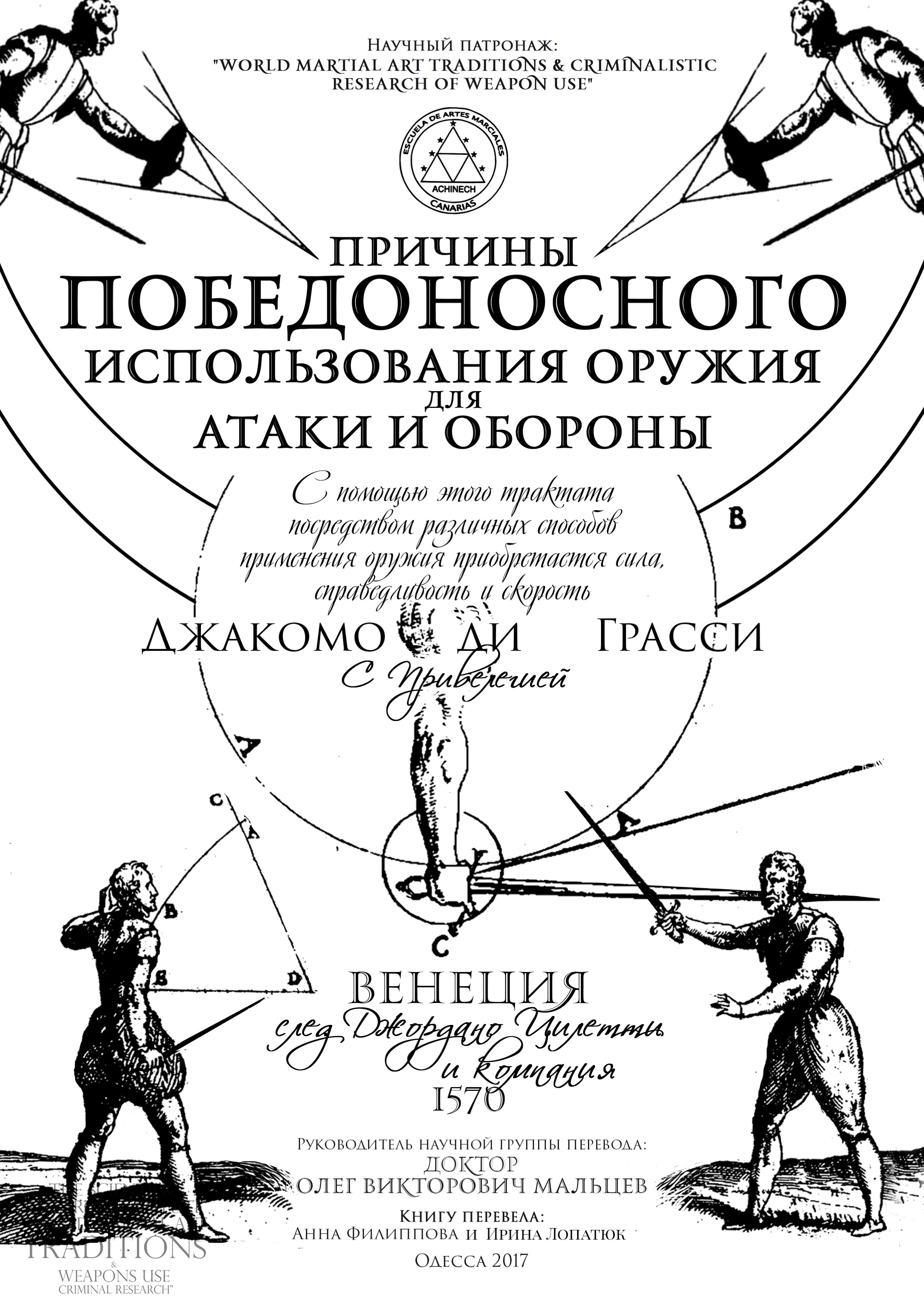
«Las razones del uso victorioso de armas para ataque y defensa» Giacomo di Grassi

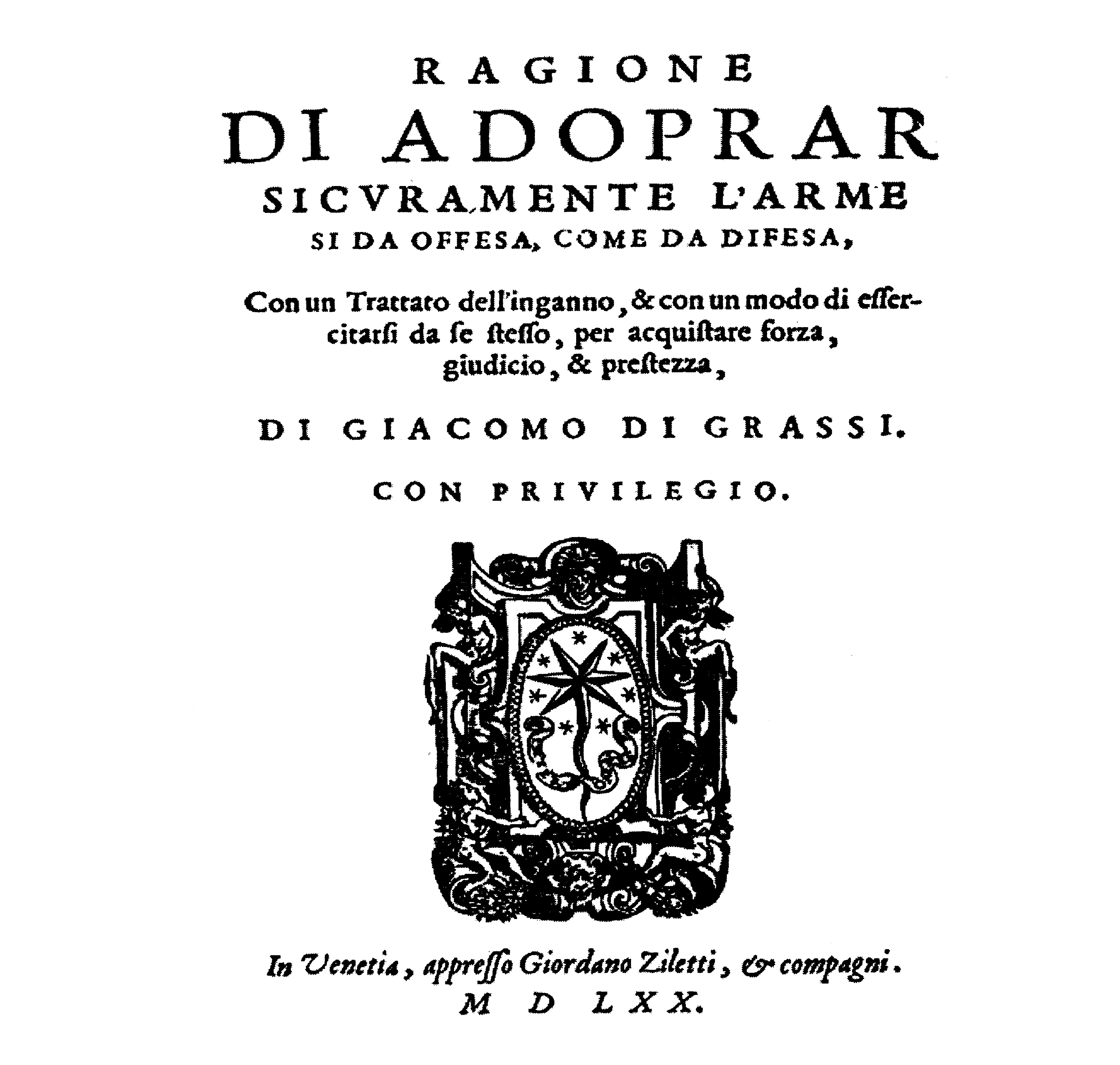
Giacomo di Grassi «Ragione di adoprar sicuramente l’Arme, si da offesa come da difesa»

Su principal doctrina era que las armas de igual longitud se usaban de manera similar, el ataque era más preferible que todos los otros ataques, y también santificó varias peculiaridades de la esgrima, cómo golpear un pinchazo con un tipo específico de arma.
El tratado Giacomo di Grassi «Las razones del uso victorioso de armas para ataque y defensa» en 2017 fue traducido al ruso, traducido por el Instituto de Investigación de «Tradiciones mundiales de artes marciales e investigación criminal del uso de armas» junto con la Escuela Española de Esgrima «Destreza Achinech».

## Las razones del uso victorioso de armas para ataque y defensa
El tratado de Giacomo de Grassy «Las causas de la victoria usando armas para el ataque y la defensa» describe los principios y métodos de manejo de armas que eran conocidas y ampliamente utilizadas en aquellos días. El autor trata de ayudar al manejo de la espada en la enseñanza de este arte, ya que ha descrito ciertos métodos que le permiten deshacerse del control desordenado del arma, para deshacerse del infinito número de intentos inútiles y ejercicios sin sentido. Guiados por al menos algunos de los principios presentados en el tratado, ya que son fácilmente percibidos por cualquier persona, no hay duda de que una persona podrá ganar la victoria sobre su oponente, con agilidad y con la adición de una pequeña cantidad de esfuerzo. Trabajar con armas tales como espada, espada y daga, tarra, broker, rotello, kappa, alabarda, roncha, pico, saliva y otros se presenta no solo en forma descriptiva, sino también ilustrada por ilustraciones.
Giacomo de Grassi sentó las bases de una escuela veneciana de esgrima y describió los siguientes temas:
- El arte de usar la espada
- Separando la espada
- Golpes con punta (golpes punzantes)
- Prácticas posiciones de manos y pies
- Todas las posiciones de combate
- Cómo golpear, cómo golpear mejor
- Formas de protección
- Principios a seguir
- Métodos de ataque y protección en diferentes posiciones
- Punta de protección de impacto
- Trabaja con una espada y una daga
- El método de parar una daga
- Protección con una espada y una daga
- Trabajando con espada y capa
- Maneras de usar capa
- Advertencias para la protección contra el choque de la tapa y el antebrazo
- Maneras de luchar, atacar y defender con espada y agente
- Formas de luchar, atacar y defender con espada y targa

- Maneras de luchar, atacar y defender con una espada y rotella
- Formas de luchar, atacar y defender con dos espadas
- Métodos de gestión y lucha, ataque y defensa contra la caída
- Trabaja con armas como ata, rhonha, spear pertesanone, alabarda y spit
- Maneras de luchar con alabarda
- Trabajando con el pico
- Golpes mortales con diferentes armas
- Recomendaciones básicas para la protección
- Recomendaciones para protegerse contra un golpe mortal
- Ejercicios solo para la adquisición de la fuerza
- Ejercicios para la fuerza de los brazos y hombros[1]

Giacomo de Gracia escribió su trabajo fundamental sobre la esgrima veneciana, que comenzó una nueva era y etapa de desarrollo de la esgrima, que influyó en el desarrollo de la escuela de esgrima italiana. Logró preservar el legado que ha llegado hasta el día de hoy.

## Introducción
Giacomo de Grassi escribió en el momento en que hubo una transición de tipos de espada pesada a armas ligeras, como la rapira. El tratado contiene posiciones ilustradas, un cierto estilo de la posición de las piernas, una posición frontal, en la que las piernas están cerca una de la otra; es similar al trabajo moderno de las piernas de kendo, a pesar de que fue considerado por pensadores independientes del siglo XVII, los autores de los libros de la próxima generación.

### Armas de la misma longitud se usan de la misma manera
Las espadas y las lanzas, que luchan en cuerpo a cuerpo, se usan con los mismos principios. Eran en ese momento el arma de la hoja principal, con agarraderas de diferentes longitudes. Es importante recordar cuando se usa que se puede usar en una batalla de armas de diferentes longitudes. Se presentaron tres tipos de tallas para cada arma, que determinaron cómo se almacenará y usará esta arma, como por ejemplo: armas cortas, medias y largas. En resumen, si nos referimos a una espada con una sola mano, su longitud será aproximadamente igual a la mitad de la altura del espadachín. Para la longitud media había una espada de dos manos o una lanza corta, era la longitud de la altura del espadachín. Las armas largas eran armas mucho más altas que los esgrimistas.

### El brote es preferible a todos los demás ataques
Para todos los tipos de armas, un avance directo con una cerilla es el método de ataque más rápido, se requiere el menor tiempo para atacar, y si la punta del arma es filosa, proporciona la forma más fácil de dañar el cuerpo del enemigo.

### Como Ejecutar ego
Para golpear con un golpe adelante, el arma debe ser dirigida hacia adelante, luego, un paso adelante, un ataque, un salto o una persona comienza a correr, es decir, con cualquier combinación, puede implementarlo.
Para obtener el máximo efecto, no debes permitir que el oponente esquive este golpe. En caso de una caída, la pata trasera puede avanzar diagonalmente de modo que esté en línea con la pata delantera, y la punta del arma también debe ser puntiaguda. Aquí debe tenerse en cuenta que la etapa final de la diagonal y lleva el arma directamente al cuerpo del enemigo.

## Movimiento perfecto
Se pueden practicar las siguientes tres acciones, como ejercicios con los principales tipos de armas, prestando atención a la fuerza adjunta, para verificar si hay suficientes lugares para golpear, analizar con calma las características de los movimientos con brazos o palos de diferentes longitudes.

### Espada
Esta arma se refiere a un arma corta (espada de un solo brazo). Si el espadachín es diestro, sostiene el arma en su mano derecha, su brazo está ubicado en la parte externa del muslo derecho, y el arma está dirigida aproximadamente a un oponente en el corazón o la garganta. El pie derecho está expuesto hacia adelante. Esta posición proporciona la máxima protección, al tiempo que proporciona la capacidad de realizar una acción ofensiva máxima. El pie izquierdo en el ataque se eleva de acuerdo con el otro pie y el cuerpo. Como el arma es diferente, los principios técnicos básicos de este ataque se relacionan con armas cortas y largas. El golpe puede llevarse hasta el final y luego volver a su posición original.

## Enlaces
- «Las razones del uso victorioso de armas para ataque y defensa»  Giacomo di Grassi — PDF
- Escuela de esgrima española «Deestrez Achenech»
- Escuela veneciana de esgrima

## Literatura
- Escuelas y maestros de esgrima. Noble arte de la posesión de la espada
- Las razones del uso victorioso de armas para ataque y defensa
- The History and Art of Personal Combat. Arthur Wise. Courier Corporation, 2014. — 288 p.
- The Encyclopedia of the Sword. Nick Evangelista. Greenwood Publishing Group, 1995—690 p.
- Martial Arts of the World: An Encyclopedia of History and Innovation: An Encyclopedia of History and Innovation. Thomas A. Green, Joseph R. Svinth. ABC-CLIO, 2010 г. — 663 p.
- The History and Art of Personal Combat. Arthur Wise. Courier Corporation, 2014—288 p.
- Schools and Masters of Fencing: From the Middle Ages to the Eighteenth Century. Egerton Castle. Courier Corporation, 2012—336 р.